# Viliūnas
Viliūnas ist ein litauischer männlicher Familienname.

## Herkunft
Der Familienname ist abgeleitet vom litauischen männlichen Vornamen Vilius.

## Weibliche Formen
- Viliūnaitė (ledig)
- Viliūnienė (verheiratet)

## Namensträger
- Giedrius Viliūnas (* 1963), Lituanist und Bildungspolitiker, Vizeminister
- Vaidotas Viliūnas (* 1956), Direktor von Kolleg Marijampolė